# Монс
Монс (на френски: Mons; на нидерландски: Bergen, Берген) е град в Югозападна Белгия, център на провинция Ено във Валония. През 19 век градът се превръща във важен център на въгледобива, но днес това производство е прекратено. Населението на Монс е 95 299 души (по приблизителна оценка от януари 2018 г.).